# Měchenice

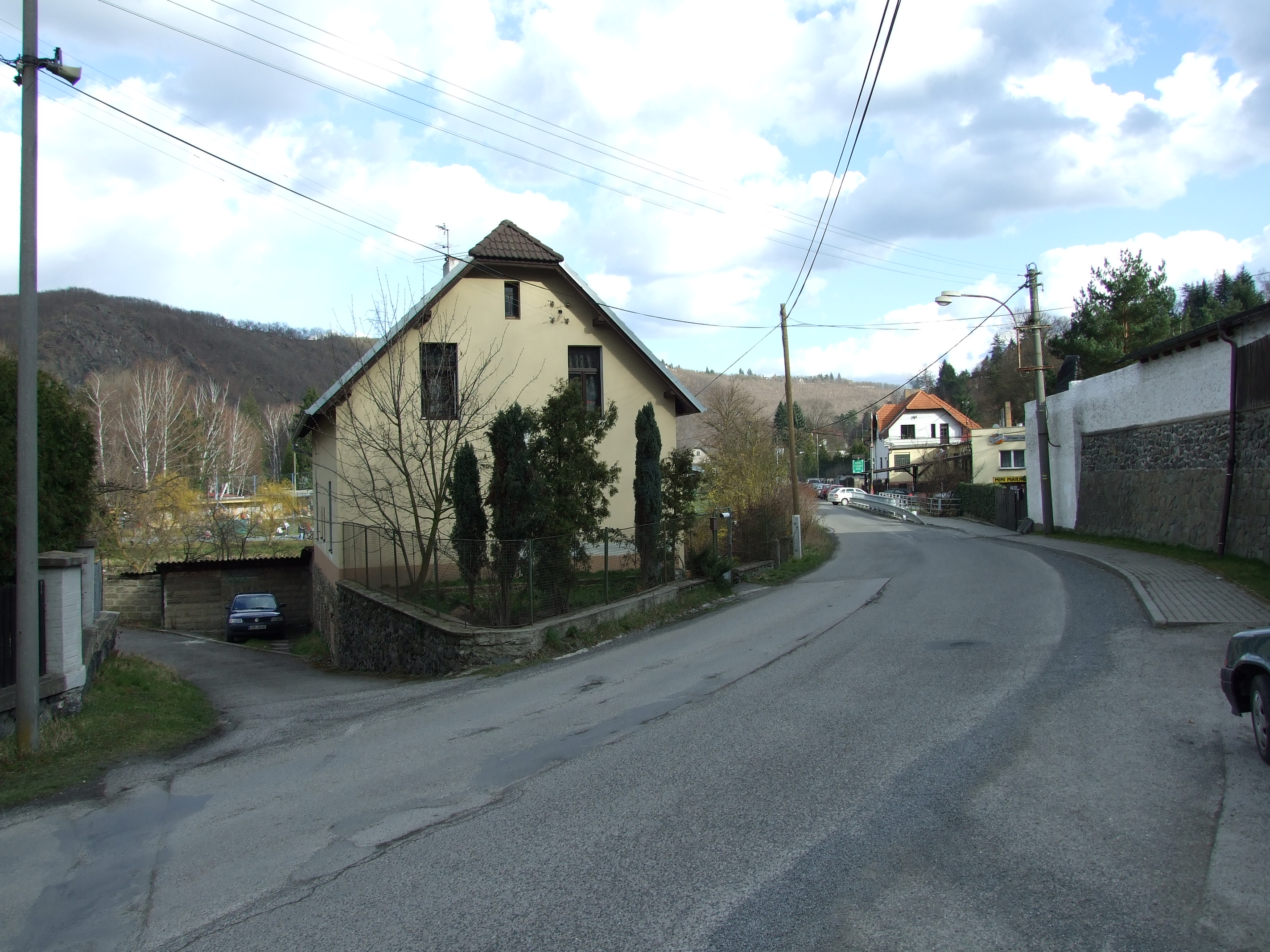
Straße im nördlichen Teil des Ortes

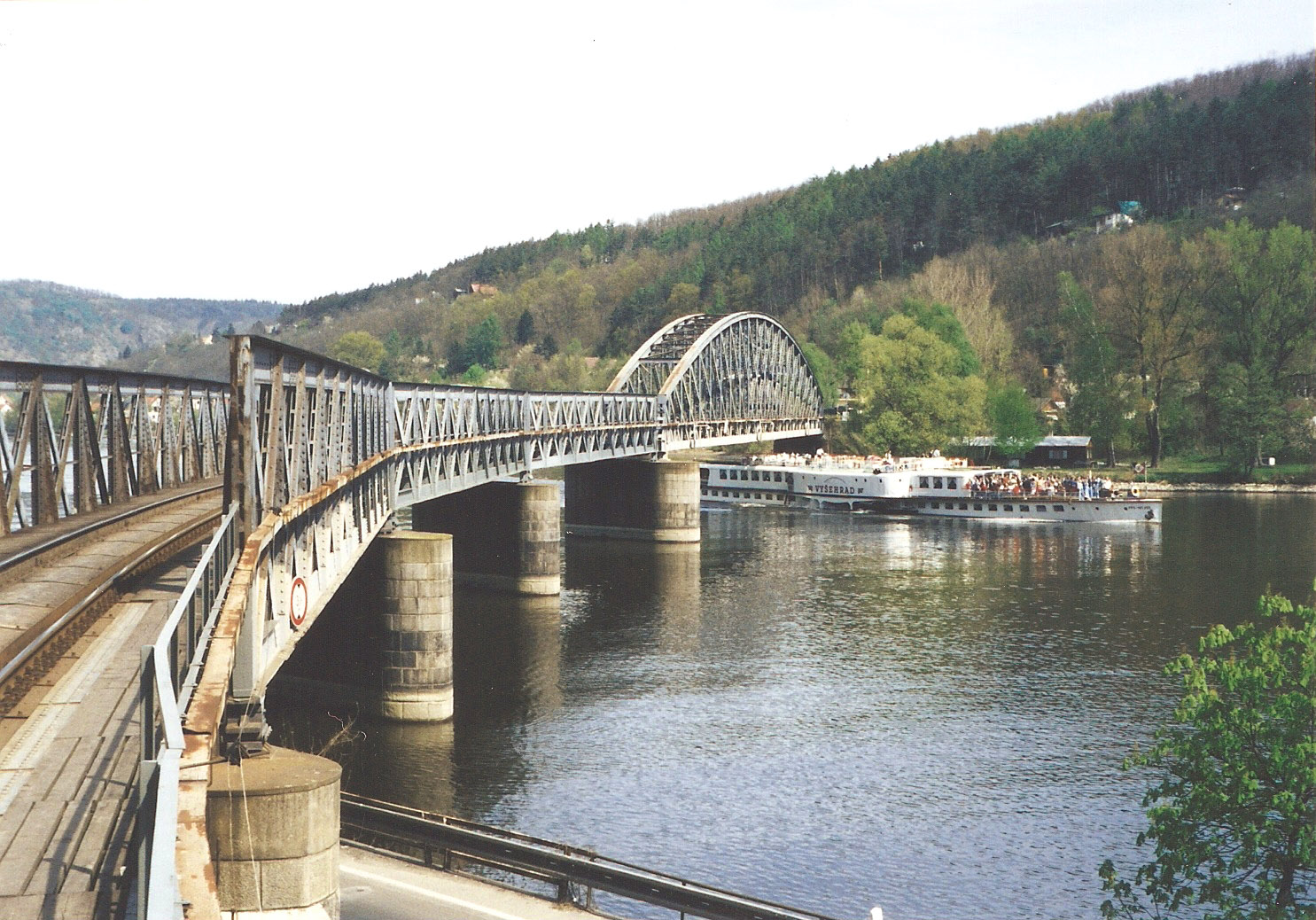
Moldaubrücke zwischen Měchenice und Skochovice

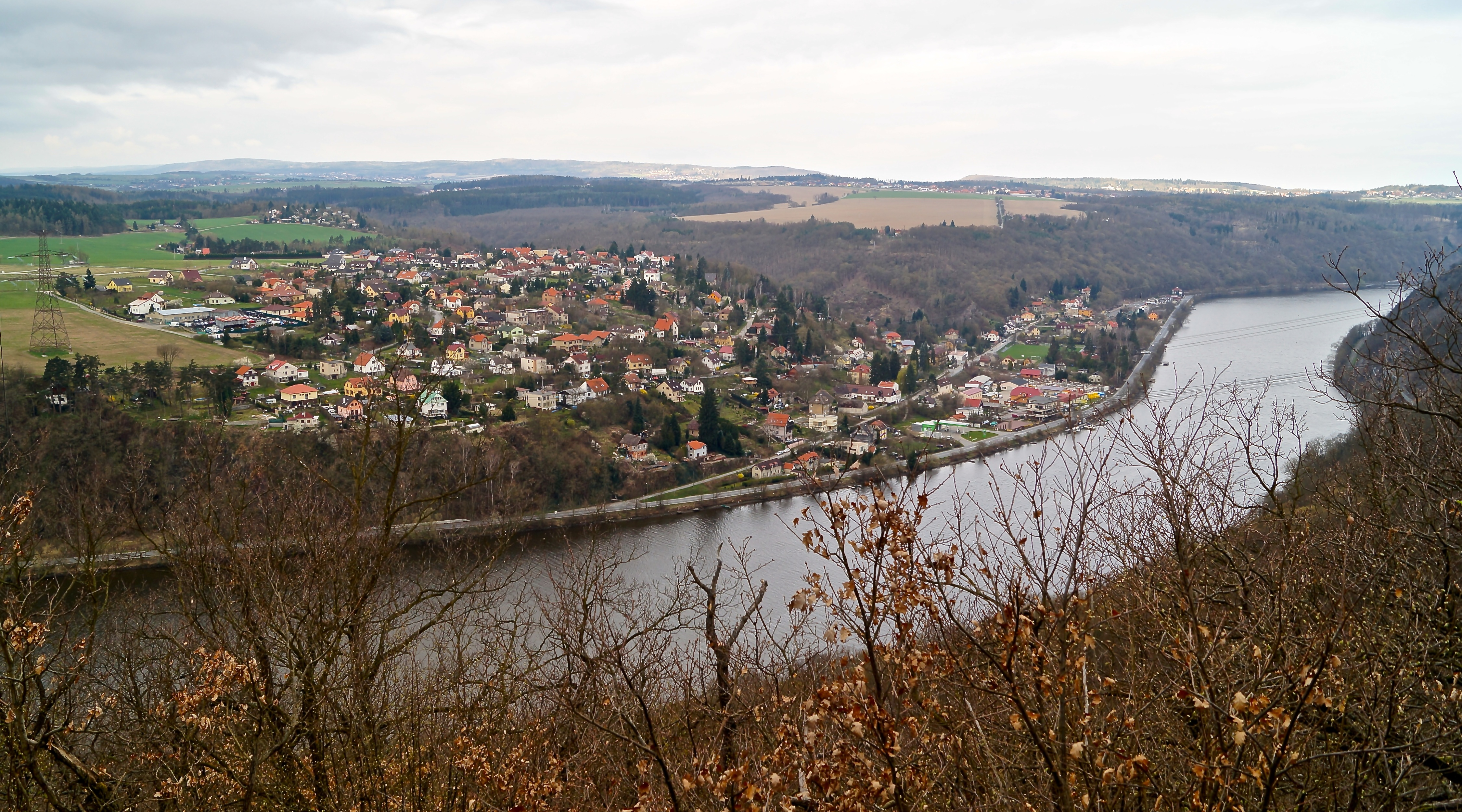
Ansicht von Měchenice

Měchenice (deutsch Miechenitz) ist eine Gemeinde in Tschechien. Sie liegt 20 Kilometer südlich des Stadtzentrums von Prag und gehört zum Okres Praha-západ.

## Geographie
Měchenice befindet sich am linken Ufer der Moldau an der Einmündung des Bojovský potok (Mnischeker Bach). Nördlich erhebt sich der Hügel Chlumík (348 m). Der Ort liegt in den nordöstlichen Ausläufern der Brdská vrchovina.
Nachbarorte sind Vrané nad Vltavou und Skochovice im Norden, Březová-Oleško im Osten, Davle im Südosten, Račany und Sloup im Süden, Bojov und Čtvrť Svatopluka Čecha im Südwesten, Klínec im Westen sowie Trnová im Nordwesten.

## Geschichte
Měchenice war eines der 31 Dörfer des Klosters Insula; es wurde im Zuge der Gründung des Klosters im Jahre 999 erstmals urkundlich erwähnt. In der zweiten Hälfte des 13. Jahrhunderts begann im Tal des Bojovský potok die Goldgewinnung. Später wurde Měchenice an das Gut Hradištko angeschlossen. Im Jahre 1845 bestand Mněchenitz bzw. Mechnitz aus 16 Häusern mit 99 Einwohnern. Im Ort gab es ein Wirtshaus. Pfarrort war St. Kilian (Svatý Kilián). Bis zur Mitte des 19. Jahrhunderts blieb Mněchenitz dem zum Kloster Strahov gehörigen Gute Hradischko im Berauner Kreis untertänig.
Nach der Aufhebung der Patrimonialherrschaften bildete Měchenice ab 1850 einen Ortsteil der Marktgemeinde Davle im Gerichtsbezirk Königsaal. Ab 1869 gehörte das Dorf zum Bezirk Smichow. 1927 wurde Měchenice dem Okres Praha-venkov, 1942 dem Okres Praha-venkov-jih und 1949 zum Okres Praha-jih zugeordnet. 1935 begann der Bau der Moldautalsperre in Vrané. Nach der Flutung des Tales wurde 1940 der Sportplatz des Fußballvereins am jetzigen Standort wiedererrichtet. Am 1. Januar 1961 erfolgte die Loslösung von Davle und die Bildung der Gemeinde Měchenice, die zeitgleich dem Okres Praha-západ zugeordnet wurde. Seit der zweiten Hälfte des 20. Jahrhunderts entstanden in Měchenice zahlreiche Ferienhäuser, ein Autocampingplatz und ein Tennisplatz. In Měchenice befinden sich ca. 130 Wochenendhäuser, die hauptsächlich Pragern gehören. Seit 1998 führt Měchenice ein Wappen.

## Gemeindegliederung
Für die Gemeinde Měchenice sind keine Ortsteile ausgewiesen.

## Sehenswürdigkeiten
- Moldautal mit felsigem Steilhang am rechten Ufer